# Justin Lee
Justin Lee est un réalisateur américain du XXIe siècle.

## Biographie
Justin Lee s'est lancé dans la réalisation et n'a pas hésité à reprendre un genre considéré comme un peu vieilli, le western. Ses défis sont de centrer l'intrigue autour de personnages féminins, habituellement absents ou en marge du genre.

## Filmographie

### Comme réalisateur

#### Cinéma
- 2013 : Assassin's Creed: A Pirate's Life, court-métrage
- 2013 : Contra in Real Life, court-métrage
- 2018 : Big Legend
- 2018 : A Reckoning (également scénariste)
- 2018 : Any Bullet Will Do (également scénariste)
- 2018 : Alone We Fight
- 2019 : Swell
- 2019 : Badland (et scénariste)
- 2020 : Final Kill
- 2021 : Hunters
- 2021 : Apache Junction (et scénariste)[1]
- 2022 : Aux portes de l'enfer
- 2022 : A Tale of Two Guns (et scénariste)
- 2022 : Maneater
- 2022 : The Most Dangerous Game
- 2023 : Hunting Games
- 2023 : Among Wolves

#### Télévision
- 2012 : Embers of War (en), série télévisée
- 2013 : Resident Evil : Bienvenue à Raccoon City, série télévisée
- 2013 : Covering the Con, série télévisée
- 2014 : Legendary: Darkness Descends, série télévisée
- 2014 : Ride the Lightning, série télévisée